# Püspökvár
A Püspökvár Győr történelmi belvárosában, a Káptalandomb legmagasabb pontján, a Mosoni-Duna és a Rába találkozásánál áll. A Bazilika mellett Győr legjelentősebb és legősibb műemléke. A mindenkori győri püspök lakóhelye. A fenyegető török veszély miatt folyamatosan megerősítéseket végeztek rajta. A legnagyobb átalakítás 1561–1575 között, az itáliai Pietro Ferrabosco tervei alapján történt. Ennek ellenére a várat 1594. szeptember 29-én elfoglalták a törökök. Négy év múlva, 1598. március 28-án azonban ismét magyar kézre került, de a püspökök csak a 18. század közepén költözhettek vissza székhelyükre.

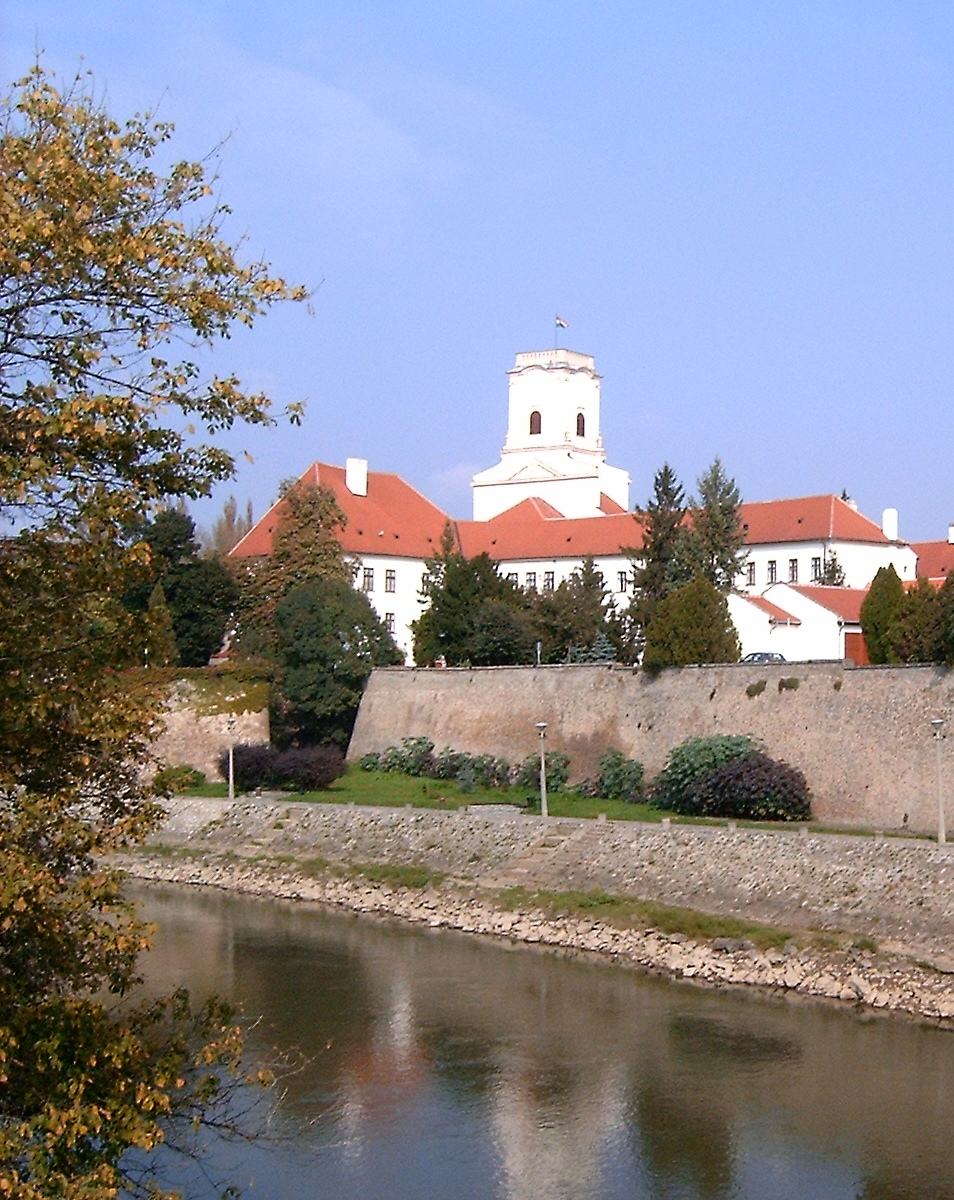
A Püspökvár látképe a Radó-szigetről

## A Püspökvár lakótornya
A Püspökvár magja a négyemeletes lakótorony, amely két emelet magasságig hasáb alakú, robusztus építmény, felső része barokk. Délről gótikus kápolna épült hozzá, melynek a nyolcszög három oldalával záródó apszisa látható. Belépve a kapun dongaboltozatos kapualjba érünk, melynek mindkét oldalán 4-4 gótikus ülőfülke látható. Ez a földszinti rész a XIV. századból származik. A palota udvarára kilépve L alakú, kétemeletes, egyszerű homlokzatú épületet hagyunk magunk mögött. A palota pincéjében Apor Vilmos püspök vértanúságát bemutató kiállítás látható. Az északi szárny alatt helyezkedik el a palota legősibb része. Ez a föld alatti építményrészlet az Omodé püspök által a tatárjárás után épített többemeletes lakótorony maradványa. A palota pincéjének előteréből léphetünk be a lakótorony szűk lépcsőházába, melyet 3 méter vastag fal belsejébe építettek bele bazalttufából. A keskeny lépcsőn haladva nemsokára egy kicsi helyiségbe, pihenőbe érkezünk. Innen kémlelte az őrszem egykor a Duna partját. A helyiség kora gótikus keresztboltozatának faragott gyámkövei művészi ízlésről tanúskodnak. Még lejjebb haladva a lépcsőház aljába érünk, melynek parányi keresztboltozata alatt elfalazott kőkeretes bejárat van. A kőküszöb 8 méterrel fekszik alacsonyabban az udvar szintjénél. Ez az ajtó volt a lakótorony bejárata, és a 18. században néhány méterrel magasabban feküdt a Duna partjánál. Első hallásra hihetetlennek tűnik, hogyan lehetett ez valaha bejárat, hiszen jelenleg mélyen a föld színe alatt van. Annak idején a lakótornyot a Káptalandomb szélére építették a Duna mellé, és északi oldalán alakítottak ki keskeny bejáratot, ahova kívülről , védelmi okokból csak létrával lehetett feljutni. 

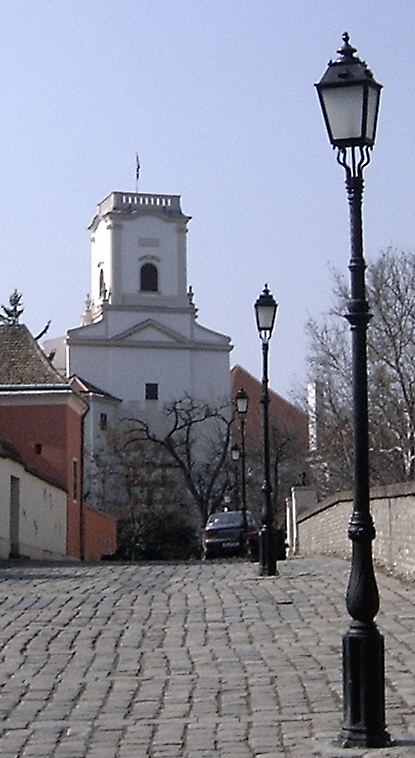
A Püspökvár tornya

A várat a 16. században bástyákkal vették körül, ekkor több méter magas földtöltést emeltek a fülesbástyákhoz, így került föld alá ez a bejárat is. Forduljunk vissza, és felfelé menet az őrségpihenőt elhagyva jobbra térjünk be a falon vágott nyíláson. Téglával körülfalazott, betemetett kutat találunk, mely a Püspökvár eddig ismert legrégibb kútja, valószínűleg a 16. században készült. Kifelé menet a pincetér nyugati felében kőből faragott gótikus ajtókeret látható, ez volt a lakótorony második emelete. Az udvari bejárat előteréből lépcsőfeljárat vezet a Püspökvár tornyába, melynek alsó része az előbb megtekintett lakótoronynál jóval később, a 16. században épült. A torony jelenlegi legfelső részét a 18. században építették rá. A toronyból pompás körkilátás nyílik elénk a tájra és a városra.

## A püspöki palota

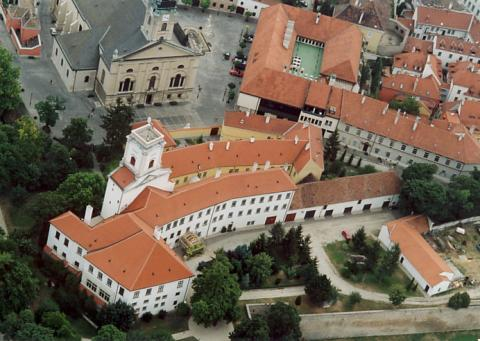
Püspökvár – légi fotó

A lakótoronyhoz délről csatlakozó püspöki palota egyszerű barokk épülettömbje belül igen értékes részleteket rejt magában. A főbejárat felett klasszicista oszlopokon nyugvó kocsialáhajtó van. A pompás barokk lépcsőház a 18. század második felében készült , amikor Hefele Menyhért tervei alapján az egész palotát átalakították. A téli lakosztályban értékes barokk bútorok vannak. A nyári lakosztály az északi szárnyban helyezkedik el, empire és biedermeier bútorzattal van berendezve. Intarziás aranyozott, gazdagon díszített berendezése megkapóan szép. A lépcsőház első emeleti szintjéből juthatunk a palota kápolnájába, építtetője Nagylucsey Orbán püspök volt, 1487-ben. A berendezés neogótikus, az épület azonban eredeti. Három mérműves ablaka és a mennyezet finom csillagboltozata a gótika igényes alkotása.

## A zwinger
A püspöki palota déli szárnya és a Káptalandomb 3. számú épület közt hosszú, keskeny udvar, a zwinger látható. A középkorban itt védőárok húzódott, mely a Püspökvárat elválasztotta a Káptalandomb többi részétől.

## A Várkert
A védett Várkert az ún. Várbástyán helyezkedik el. A Várbástya az 1570-es évekre elkészült olasz rendszerű erőd legnagyobb bástyája, „fülkiképzését” a Rába vize mossa. A palota felé tekintve falakkal körülvett helyet, az Orion-udvart látjuk. A Várbástya északnyugati csúcsáról pompás kilátás nyílik. A parkban kelet felé sétálva elérjük a bástya másik „fülét” , és a püspöki palota északi támpilléres szárnyát. Középtájon a fal egy része a XIII. századi lakótorony maradványára épült rá.

## Külső hivatkozások
- A Wikimédia Commons tartalmaz Püspökvár témájú kategóriát.